# Eugen Rudolf Heger

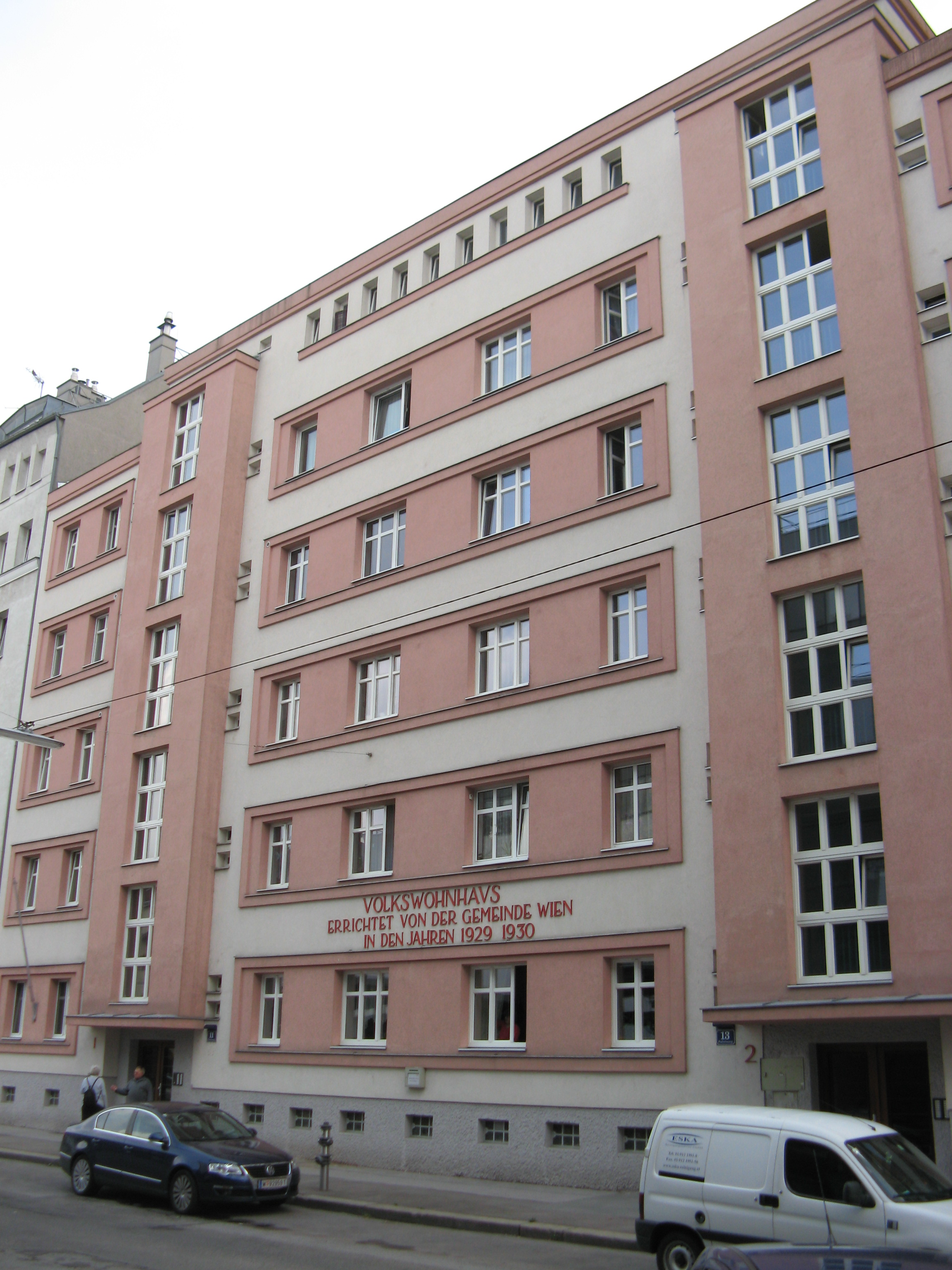
Wohnhausanlage (1929), Puchsbaumgasse 11–13, von Eugen Rudolf Heger

Eugen Rudolf Heger (* 21. Juli 1892 in Guntramsdorf; † 18. November 1954 in Wien) war ein österreichischer Architekt.

## Leben
Heger besuchte die Realschule in Wiener Neustadt und studierte nach seiner Matura von 1912 bis 1914 an der Technischen Hochschule in Wien Hochbau. Nach dem Ersten Weltkrieg studierte er an der Akademie der bildenden Künste Wien 1918 bis 1920 bei Friedrich Ohmann, legte aber sein Abschlussdiplom bei Franz von Krauß ab. Er war zunächst in Wien und dann in Estland tätig. Ab 1924 war er selbstständiger Architekt in Wien, wo er für die Gemeinde Wien einige Bauten ausführte. 1930 wechselte er ins Lehrfach und war zunächst in Graz an der Bundesanstalt für das Baufach und Kunstgewerbe Hilfslehrer, ab 1931 Bundeslehrer und ab 1935 Fortbildungsinspektor für die Steiermark. Nachdem er 1939 in den Ruhestand versetzt worden war, war er in den Kriegsjahren Planungsleiter im Bereich des Luftgaukommandos XVII und Leiter mehrerer Großbaustellen. 1945 wurde Heger Referent im Staatsamt für Volksaufklärung, dem späteren Unterrichtsministerium. 1946 erfolgte seine Berufung an die Technische Hochschule in Graz als außerordentlicher Professor für Hochbau und Entwerfen. Von 1952 bis 1954 war er Dekan der Fakultät für Architektur.
Heger war Mitglied der Freimaurerlogen Humanitas (ab 1927) und nach 1946 der Sammelloge Humanitas renata.

## Bedeutung
Eugen Rudolf Heger konnte als Architekt nur wenige Bauten in den 1920er Jahren für die Gemeinde Wien errichten. Dabei handelte es sich um kleiner Projekte. Bei seinen Bauten ist ein Wandel von einer anfänglich expressiven Formensprache zu einer sachlichen, funktionalen Auffassung zu beobachten.

## Werke
- Wohnhausanlage der Gemeinde Wien, Cervantesgasse 9, Wien 14 (1928)
- Wohnhausanlage der Gemeinde Wien, Puchsbaumgasse 11–13, Wien 10 (1929/30)[2]
- Wohnhausanlage der Gemeinde Wien, Meiselstraße 67, Wien 15 (1930)